# Windsor (contea di Shelby, Illinois)
Windsor è un comune degli Stati Uniti d'America, situato nello Stato dell'Illinois, nella contea di Shelby.